# Confédération européenne des indépendants
La CEDI-Confédération européenne des indépendants est une organisation européenne et nationale.
Présente au niveau français dans la quasi-totalité des régions et des départements, elle est structurée à l'échelon européen dans huit États et dispose d'un bureau européen en Allemagne.
Elle regroupe les diverses catégories de travailleurs indépendants : artisans, commerçants, dirigeants de TPE-PME, membres de professions libérales.

## Histoire
Apolitique, la CEDI n'est liée à aucun mouvement politique, quelle que soit son orientation idéologique. Elle est également connue pour s'être toujours abstenue dans les années 1990 de tout lien avec la CDCA (Confédération des défense des commerçants et artisans).
En France, la CEDI a existé de 1991 à 2017. Elle a bénéficié, lors de sa création en 1991, de l'adhésion de nombreux membres et responsables du  Cidunati, désireux de se démarquer d'un syndicat à l'image irrémédiablement dégradée. 
Disposant d'un bureau national à Paris, elle est dotée d'un conseil d'administration et d'un comité directeur composé de huit membres, tous connus depuis des années pour leur engagement et leur action en faveur des travailleurs indépendants : Daniel Ducrocq, Robert Giordana, Nicolas Patti, Thérèse Patti, Gérard Pedroza, Jean Thenaud (1924-2013), Jean-Pierre Thiollet, André Vonner.
Elle a pour vocation la représentation des travailleurs indépendants au sein des différentes instances communautaires et la défense des intérêts de la petite et moyenne entreprise à tous les niveaux, dans les domaines économique, fiscal et social. 
Elle offre de nombreux services d'assistance et a mis également en place des centres de gestion agréés et habilités qui permettent à ses milliers de membres d'avoir accès à des services comptables et de ne pas se voir appliquer une majoration de 25 % sur le montant des revenus de l'entreprise. 
Cedi Infos est sa publication, imprimée et diffusée plusieurs fois par an (également accessible sur le Web). Son comité éditorial est composé de André Vonner, Robert Giordana et Jean-Pierre Thiollet.
Le site Internet de la CEDI est www.cedifrance.com.